# Bilancia di Evans

Rappresentazione di una bilancia di Evans.

La bilancia di Evans è un dispositivo che permette di determinare sperimentalmente la suscettività magnetica di una sostanza.
Il suo principio di funzionamento si basa sulla misura del cambiamento di corrente necessaria a bilanciare la posizione di una coppia di elettromagneti quando fra di loro viene interposto il campione. Differisce dalla classica bilancia di Gouy per il fatto che in quest'ultima è il campione ad essere mobile, mentre i magneti sono fissi. In questo caso, quindi, è la forza esercitata dal campione ad essere misurata: una coppia di fotodiodi posti alle due estremità della bilancia, lungo la posizione di equilibrio del fascio, emettono un segnale che viene amplificato fornendo corrente a una bobina che bilancia in questo modo la forza esercitata dal campione.